# Dallia
Dallia är ett släkte av fiskar. Dallia ingår i familjen hundfiskar.
Arterna förekommer i nordöstra Asien och i Alaska. Alaskasvartfisk blir upp till 33 cm lång.
Arter enligt Catalogue of Life och Fishbase:
- Dallia admirabilis
- Dallia delicatissima
- Alaskasvartfisk (Dallia pectoralis)